# Química de los alimentos

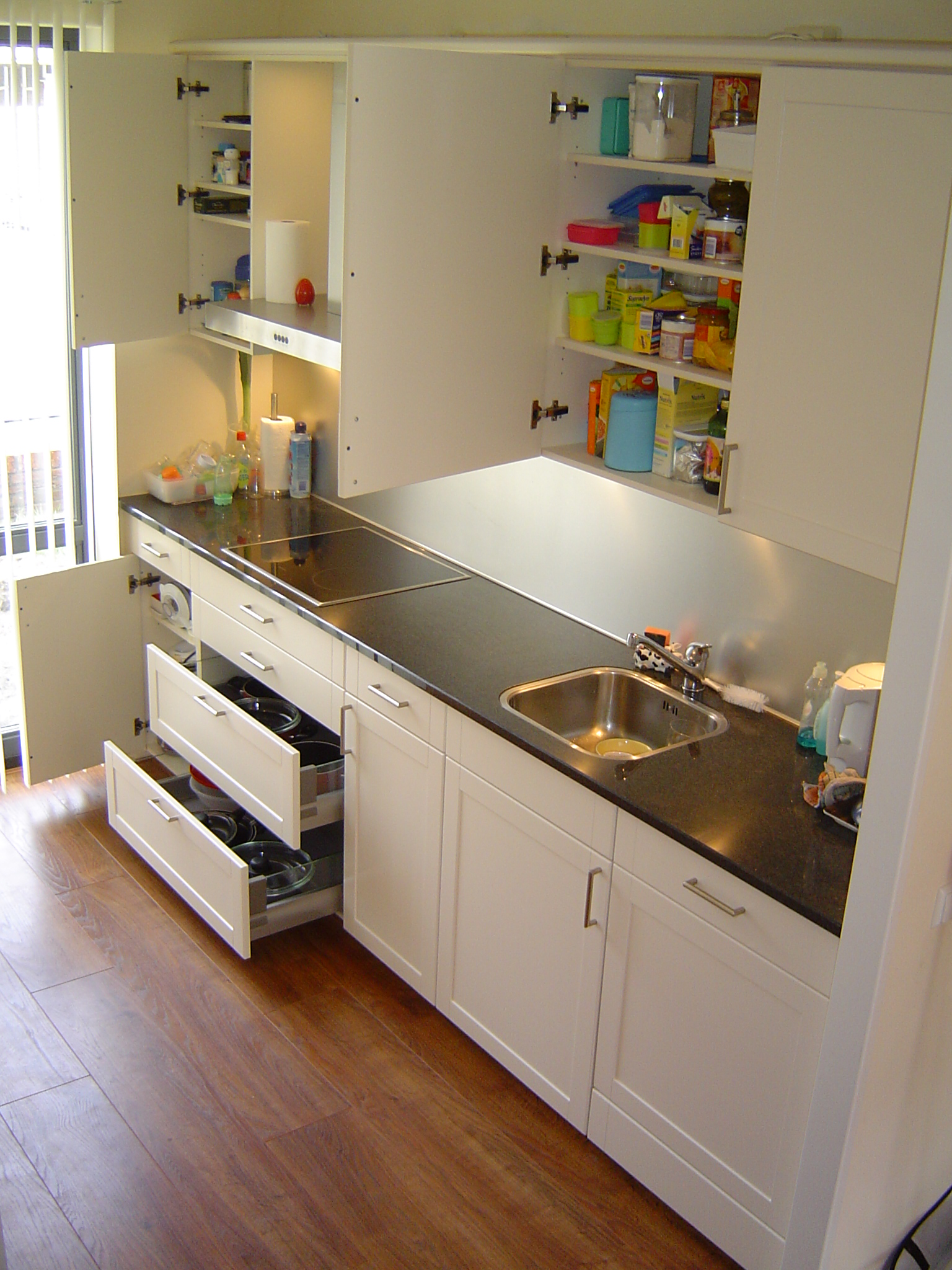

La química de los alimentos es la rama de la química que estudia los procesos e interacciones existentes entre los componentes biológicos (y no biológicos) que se dan en la industria cuando se manipulan alimentos. Las moléculas biológicas aparecen en algunos alimentos como las carnes y las verduras (y hortalizas), y en bebidas como la leche o la cerveza. Este estudio es muy similar al de la bioquímica desde el punto de vista de los ingredientes principales, como los carbohidratos, las proteínas, los lípidos, etc. Además incluye el análisis de agua, las vitaminas, los minerales, las enzimas, los sabores, y el color. Se estudia principalmente en el procesado de alimentos, y en la nutrición. 
Algunos autores definen la química de los alimentos como una ciencia interdisciplinaria entre la bacteriología y la química. Un ejemplo de estudio de la química de los alimentos se puede ver en la reacción de Maillard, que define el color tostado de ciertos alimentos.

## Historia de la química de los alimentos
La química de los alimentos Trata de los comienzos de la propia química, es decir, desde el siglo XVIII en el que algunos investigadores empezaron a realizar estudios sobre ciertos productos alimenticios para consumo, entre los cae destacar a Sir Humphry Davy, que publicó el primer libro que relacionaba la química con la agricultura en 1813 titulado 'Elements of Agricultural Chemistry', en una serie de lecturas en el Reino Unido, este libro llegó hasta la quinta edición . En el año 1874 la "Society of Public Analysts" se formó dando lugar a estandarización de métodos analíticos. De todas formas la química de los alimentos no tomó una serie definitiva hasta entrando al siglo XX. A pesar de todo existen puros estudios incipientes que se pueden categorizar dentro de lo que denominamos hoy en día química de los alimentos.
Entre 1780–1850 se hicieron numerosas contribuciones y los químicos de importancia desarrollaban trabajos dentro del área de los alimentos. Cabe destacar al químico sueco Carl Wilhelm Scheele que hizo descubrimientos relacionados con la química, siendo uno de los más importantes con el descubrimiento de las propiedades de la lactosa 1780, la oxidación del ácido láctico 1780, aisló el ácido cítrico del zumo de limón 1784 y aisló el ácido málico en las manzanas 1785

## Elementos de estudio
Los alimentos poseen ciertas características que dificultan su análisis desde el punto de vista de la química, en primer lugar contienen frecuentemente complejos moleculares, no están en equilibrio termodinámico y por lo tanto están sujetos a cambios en su composición, los alimentos suelen ser sistemas homogéneos. 

### Agua

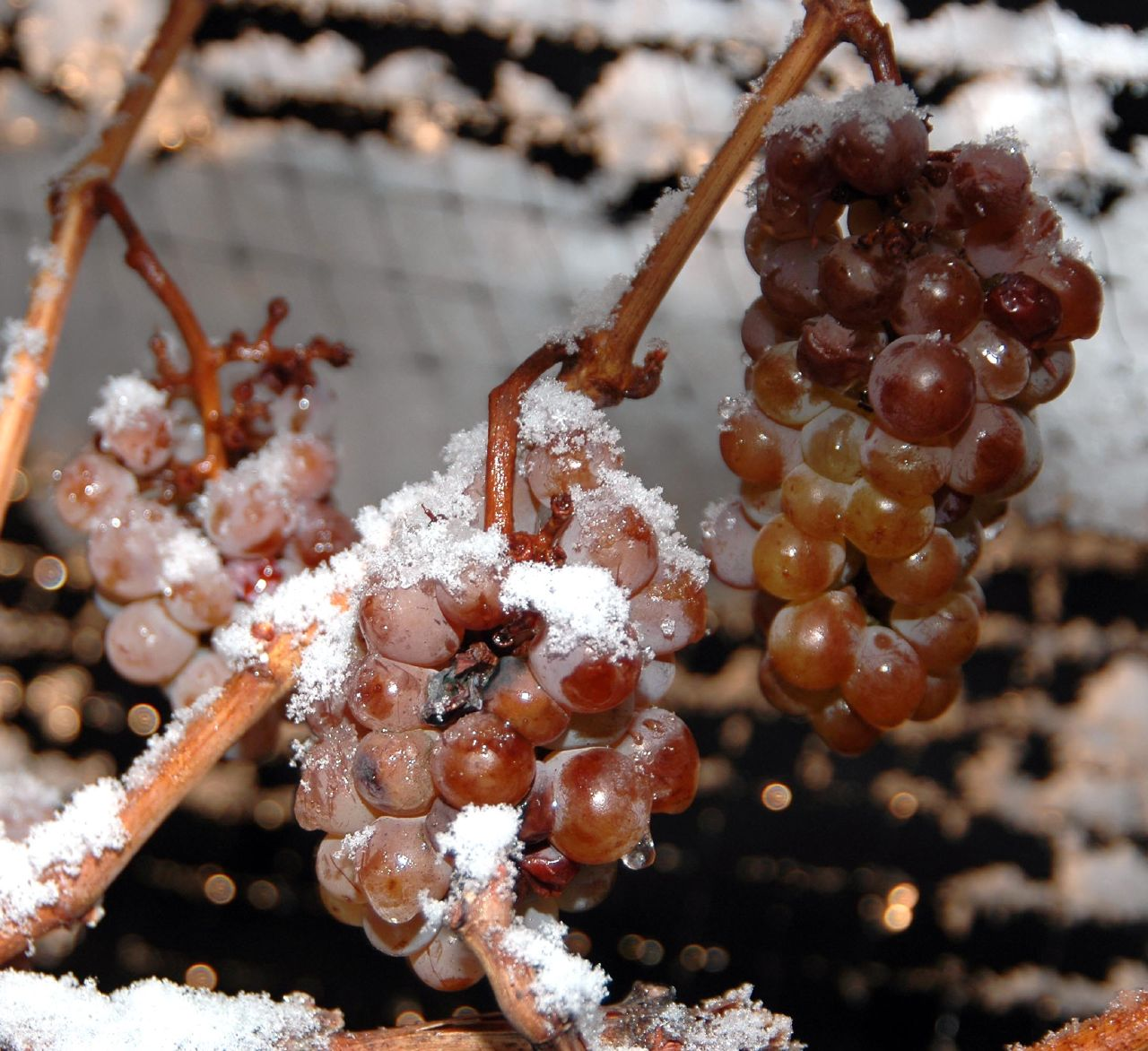
Uvas con agua congelada del rocío de la mañana. El agua juega un papel importante en la química de los alimentos.

El agua es un compuesto esencial de muchos alimentos. Puede encontrarse en los medios intracelulares o como un componente extracelular en los vegetales así como en los productos de origen animal. Se puede entender su función como la de favorecedor de la dispersión de diferentes medios así como la de un disolvente de una gran variedad de productos químicos. Es necesario el estudio del agua en los alimentos debido a su presencia en ellos, la comprensión de sus propiedades y concentración hace que se pueda controlar por ejemplo la química del deterioro y la microbiológica de los alimentos.
Asimismo, la eliminación (secado) o la congelación de agua es esencial para algunos métodos de conservación de alimentos. La presencia de agua en algunos alimentos es entendida a veces como una parte determinante de su textura (en particular la denominada actividad acuosa), es por esta razón que su medida analítica en los alimentos es considerada de gran importancia. De la misma forma las propiedades del agua tienen un papel importante en la mecánica de congelación de alimentos, los cambios si no se controlan desde el procesado de alimentos pueden ser la desestabilización de emulsiones, la floculación de proteínas, pero también a macro escala los daños irreversibles en los tejidos de carne y vegetales. 
La analítica de contenido de agua permite detectar concentraciones "anómalas" de agua en los tejidos con el objeto de averiguar posibles fraudes alimentarios, en algunas ocasiones cuando los alimentos se comercializan 'al peso' la presencia de cantidades inusuales de agua permite sospechar de fraude, algunos casos conocidos son el de la comercialización de las carnes que se ve sometida a vigilancia intensiva por parte de las autoridades alimentarias.

### Lípidos

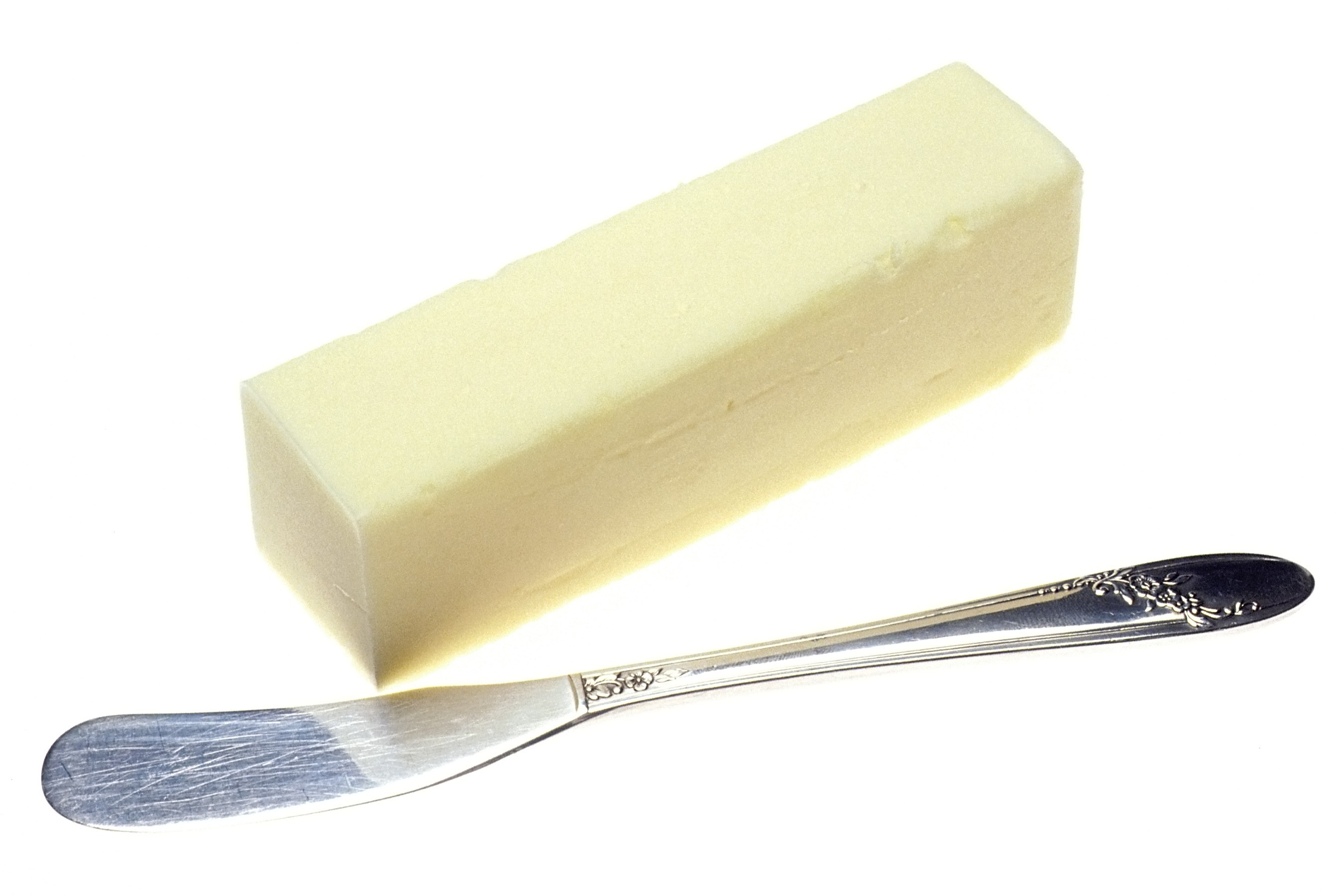
Mantequilla ejemplo de concentración elevada de grasas de origen animal.

Es difícil proporcionar una definición científica acerca de las sustancias denominadas lípidos. Antiguamente las definiciones se centraban en definir mediante la discriminación de aquellas sustancias que son solubles en solventes orgánicos como puede ser el benceno, el cloroformo y que no es soluble en agua (esta propiedad se emplea en la separación de los lípidos de las proteínas). Algunas de las definiciones hacen énfasis en el carácter central de los ácidos grasos, debido en parte a que los lípidos son compuestos derivados de estos últimos. Cada definición posee algunas limitaciones, por ejemplo los monoglicéridos de cadena corta son indudablemente lípidos, pero no se ajustan a la definición dada anteriormente sobre la solubilidad debido a que son más solubles en agua que en los disolventes orgánicos. No obstante se puede ver que la mayoría de los lípidos son ésteres de los ácidos grasos y del glicerol. Casi el 99% de los lípidos en las plantas y los animales consiste en este tipo de ésteres, denominados a veces de forma popular como grasas o también aceites animales. 
El contenido graso de los alimentos puede ir desde el más bajo hasta el más alto tanto en los alimentos de origen vegetal como aquellos de origen animal. En algunos alimentos puros (como puede ser la leche, los cereales, etc) el contenido de lípidos es una especie de mezcla, por ejemplo el procesado de algunos alimentos como puede ser el de las margarinas son una mezcla de diversos ácidos triglicéridos (esta es la definición popular de las grasas). Las grasas en los alimentos se pueden clasificar en "visibles" (visibles a simple vista) e "invisibles" (disueltas en las texturas del alimento), aunque la clasificación más empleada en nutrición es la que los clasifica en función de su origen: grasas procedentes de origen animal o bien de origen vegetal. 
Las grasas de 'origen animal' que se componen por regla general de ácidos grasos polisaturados pueden ser subdivididas en:
- Depósitos de mamíferos como puede ser el tocino, el beicon, etc.
- Grasas procedentes de la leche principalmente del ordeño de animales rumiantes
- Aceites de animales marinos por regla general de pescados y de ballenas.

Las grasas de 'origen vegetal' se pueden subdividir a su vez en: 
- Aceites de semillas como puede ser el aceite de soja o el de canola
- Aceites de cáscaras de frutas como puede ser el aceite de palma o el de oliva
- Aceites de huesos como pueden ser los aceites extraídos de los huesos del coco o de la palma.

Reacciones de los lípidos
Hidrólisis:
Reacción que se lleva a cabo por la ruptura de un enlace ácido graso, un glicerol y la aparición de ácidos grasos libres. Caracterizado por ser ligeramente tóxicos, irritantes y tener un mal sabor. Su origen puede ser químico o producido por enzimas. Un método para rebajar los ácidos grasos libres es el refinado el cual se realiza mediante un lavado con agua moderada alcalina.
Saponificación:
Hidrólisis química provocada por la adición de una lejía o un cáustico, cuyo resultado es la ruptura de un enlace ester y la aparición de sales alcalinas mezcladas con glicerina cuyo producto es un jabón.
Pirólisis:
Destrucción de un enlace ester y la volatilización de ácidos grasos, oxidaciones y la formación de acroleina provocada por altas temperaturas, por ejemplo el aceite quemado cuya característica es el desprendimiento de humo blanco.
Oxidación, peroxidación y polimerización:
La oxidación se realiza principalmente con aceites insaturados ya que reaccionan fácilmente con el oxígeno, es una reacción radicalaria en presencia de luz. Los peróxidos pueden ser intramoleculares o intermoleculares, los primeros tiene un sabor rancio y los segundos son los que dan lugar a la polimerización cuyo producto es un gel.
Todas estas reacciones son importantes para saber como podríamos identificarlas ya sea por su olor o por el producto que se obtenga; además de las condiciones que se necesitan ya sea luz, calor o catalizadores para poder producir un gel, un jabón o simplemente para evitar por ejemplo quemar el aceite ya que es muy perjudicial para la calidad de las frituras.
La misión nutricional de los lípidos es la de proporcionar calorías y ácidos grasos esenciales a las actividades nutricionales del organismo, siendo favorecedores del transporte de vitaminas a lo largo del cuerpo, incrementan la sensación de sabor de los alimentos y durante las últimas décadas del siglo XX se han mantenido intensos debates acerca de su toxicidad y capacidad de generación de enfermedades.

### Carbohidratos

Sucrosa: se trata del azúcar ordinario y posiblemente uno de los carbohidratos más familiares.

Los hidratos de carbono son compuestos abundantes y disponibles en los alimentos con relativa facilidad además de ser de bajo costo. Se les considera como elementos comunes existentes en casi todos los alimentos, tanto de forma natural o como componentes y como ingredientes artificialmente añadidos. Su uso es muy grande y puede decirse que son muy consumidos. Tienen diferentes estructuras moleculares, tamaños y formas que exhiben una variedad de propiedades químicas y físicas.
El almidón, la lactosa y la sacarosa (azúcar corriente) son carbohidratos digeribles por los humanos y ellos junto con la D-glucosa y la D-fructosa proporcionan casi el 70–80% de la calorías en la dieta humana a lo largo de todo el mundo. El término carbohidrato sugiere una composición del tipo Cx(H2O)y, lo que viene a significar que las moléculas contienen carbono en la misma porpoción que moléculas de agua. Sin embargo la mayoría de los carbohidratos naturales producidos por los seres vivos no muestran esta fórmula empírica simple, en su lugar la mayoría de los carbohidratos son oligómeros (oligosacárido) o polímeros (polisacáridos) de azúcares simples y modificados. El contenido de sacarosa en los alimentos se mide en unidades de brix.
Tienen un papel fundamentalmente energético por su facilidad de metabolización; carecen de cualquier papel estructural y están prácticamente ausentes de los tejidos animales.
No son compuestos esenciales, ya que el organismo humano tiene la capacidad de sintetizar todos los azúcares y polisacáridos que necesita a partir de piruvato.
Sin embargo, debido a que el organismo humano es incapaz de convertir los ácidos grasos en azúcar, que los aminoácidos producen muchos desechos al ser convertidos en hidratos de carbono, se entiende que pese a que los hidratos de carbono no son compuestos esenciales en la dieta, en la práctica resulta imprescindible consumir una cantidad sustancial de estos.
Actualmente, se considera que los hidratos de carbono deben ser la base energética de la alimentación. El cuerpo humano puede convertirlos en grasa.
En la práctica, los hidratos de carbono se utilizan en la industria agroalimentaria como material de relleno barato, ya que se producen en el mundo en cantidades ingentes y a precios muy bajos.

### Aminoácidos, péptidos y proteínas

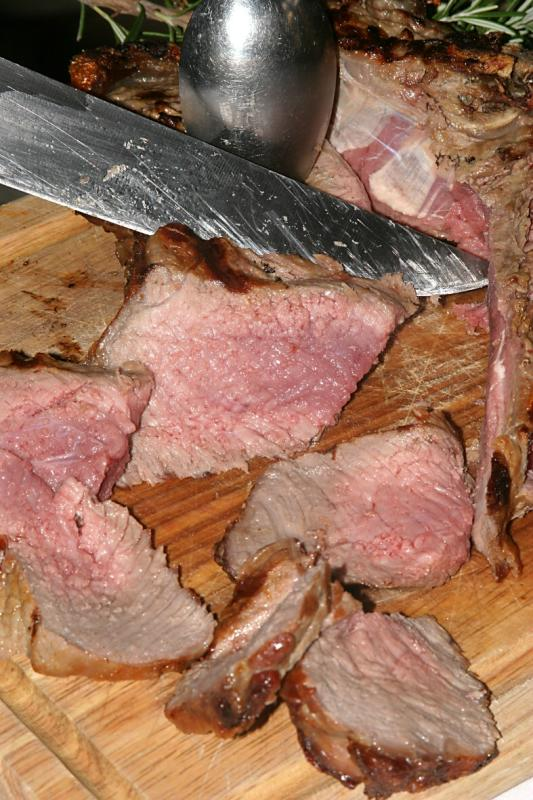
Cortes de carne, una de las fuentes principales de proteínas.

Las proteínas son una especie de polímeros compuestos de 21 diferentes aminoácidos que se agregan en enlaces peptídicos. Debido a la gran variedad de cadenas de aminoácidos que se pueden formar, se puede decir que existe una gran variedad de compuestos protéticos con propiedades químicas diferentes. Las proteínas se pueden encontrar en proporciones importantes tanto en los alimentos de origen animal como aquellos que son de origen vegetal. En los países desarrollados se suele obtener las proteínas de los alimentos animales principalmente. En otras partes del mundo la mayor proporción de proteínas en la dieta proviene de plantas, aunque hay que tener en cuenta que muchas plantas son deficitarias en aminoácidos esenciales. Las cantidades de aminoácidos esenciales presentes en las proteínas y su disponibilidad está determinado por regla general por la calidad de la nutrición. En general, las proteínas de origen animal tienen una mayor calidad que las proteínas procedentes de las plantas. Por ejemplo la proteína de la clara del huevo es considerada la de mayor calidad (se suele indicar con un 100 en las escalas), mientras que las proteínas de los cereales se consideran pobres (son deficitarios en lisina y treonina). Sin embargo la soja es una buena fuente de lisina pero es deficiente en metionina.
Las proteínas son moléculas de gran complejidad y su clasificación se ha venido fundamentando en propiedades como la solubilidad en diferentes solventes. A medida que se ha aumentado el conocimiento de estas moléculas se han añadido otros criterios por los cuales se clasifican, estos criterios incluyen el comportamiento ante la ultracentrifugación o las propiedades electroforéticas. Las proteínas se dividen de esta forma en tres grupos: Proteínas simples, las Proteínas conjugadas y las proteínas derivadas.

#### Proteínas simples
Las proteínas bajo estas características dan como resultado solo aminoácidos cuando son sometidas a electrólisis. 
- Albúminas. Son solubles en agua siempre que sean medios neutrales y sin sales. Generalmente son proteínas con relativo bajo peso molecular. Ejemplos son la albúmina de la clara del huevo, la lactalbúmina y la seroalbúmina en las proteínas del suero de leche, la leucosina de los cereales y la legumelina en las semillas de algunas semillas de legumbres.
- Globulinas. Son solubles en soluciones salinas y casi insolubles en agua. Ejemplos son las seroglobulinas y la β-lactoglobulina de la leche, la miosina y la actina en la carne y la glicinina en los granos de la soja.
- Glutelinas. Solubles en medios ácidos muy diluidos y muy insoluble en solventes con carácter neutral. Estas proteínas se pueden encontrar en los cereales tales como la glutenina en el trigo y el oryzenina en el arroz.
- Prolaminas. Solubles en un rango que va desde el 50 hasta el 90% de etanol, siendo insoluble en agua. Estas proteínas poseen grandes cantidades de prolina y ácido glutámico y se puede encontrar con relativa facilidad en cereales. Ejemplos son la zeína en el maíz, la gliadina en el trigo y la hordeina en la cebada.
- Escleroproteínas. Son proteínas insolubles en agua y en disolventes neutrales, por regla general son resistentes a la electrólisis enzimática. Se trata de proteínas fibrosas que tienen funcionalidades estructurales y de enlace. Algunas son el colágeno de los tejidos musculares, así como la gelatina que se deriva del colágeno. Otros ejemplos incluyen la elastina un componente de los tendones y la queratina un componente del pelo.
- Histonas. Se trata de proteínas básicas definidas por su alto contenido de lisina y arginina. Son solubles en agua y precipitan en soluciones con amoníaco.
- Protaminas. Se trata de proteínas con un fuerte carácter básico y de bajo peso molecular (que va en un rango desde 4,000 hasta 8,000). Son ricas en arginina. Ejemplos de este tipo son la clupeina del arenque y la escombrina del verdel.

#### Proteínas conjugadas
Las proteínas conjugadas contienen una parte aminoácido combinada con un material no-proteico como puede ser un lípido, un ácido nucleico o un carbohidrato. Algunas de las más importantes son:
- Fosfoproteínas. Este es un grupo importante dentro de muchos alimentos ricos en proteínas. Los grupos fosfatos se enlazan a los grupos hidroxilos de la serina y la treonina. Este grupo incluye la caseína de la leche y las fosfoproteínas de la yema del huevo.
- Lipoproteínas. Son combinaciones de lípidos y proteínas que poseen grandes capacidades de emulsificación, las lipo proteínas se encuentran en la leche y el huevos (yema del huevo).
- Nucleoproteínas. Son combinaciones de proteínas simples con ácidos nucleicos, este tipo de compuestos se encuentra en el núcleo de la célula.
- Glicoproteínas. Se trata de combinaciones de carbohidratos con moléculas de proteínas. Habitualmente la cantidad de carbohidrato es pequeña aunque existen glicoproteínas que poseen contenidos de carbohidratos entre un 8 y 20%. Un ejemplo de este tipo de proteínas se encuentra en la clara del huevo en una mucoproteína denominada ovomucina.
- Cromoproteínas. Se trata de proteínas con un grupo prostético coloreado. Existen muchos compuestos proteicos de este tipo incluyendo la hemoglobina y la mioglobina, la clorofila y las flavoproteínas.

#### Proteínas derivadas
Son compuestos obtenidos mediante reacciones químicas o enzimáticas y se clasifican como derivados primarios o secundarios dependiendo del nivel de cambios que haya tenido lugar. Los derivados primarios han sufrido pocos cambios y son insolubles en agua; un ejemplo de derivado primario es la caseína coagulada en el cuajo de la leche. Los derivados secundarios han sufrido mayores cambios en sus estructuras e incluyen las proteosas, las peptonas y los péptidos.

### Minerales

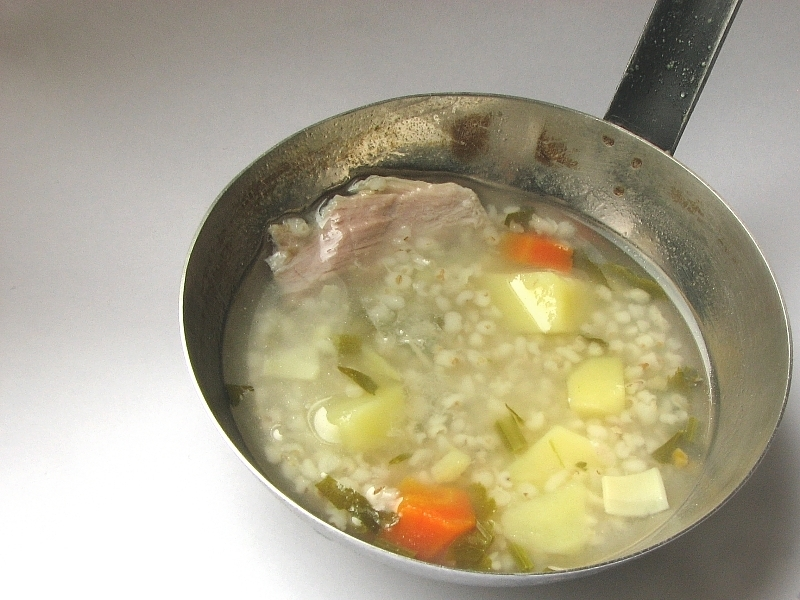
Algunos alimentos incluyen una variedad amplia de minerales: un caso son las sopas.

Los minerales se pueden encontrar en los alimentos en forma de sales tanto orgánicas como inorgánicas, un ejemplo es el fósforo que puede combinarse con fosfoproteínas y metales en enzimas. Existen más de 60 elementos minerales en los alimentos y es esta abundancia la que sugiere que se dividan los minerales en grupos: los componentes en forma de sales y los elementos de traza. Entre los elementos salinos se puede encontrar el potasio, sodio, calcio, magnesio, cloro, azufre (sulfatos), fosfatos y bicarbonato. Los elementos traza son cualquier otro elemento que se encuentre en el alimento en proporciones de 50 partes por millón (ppm). Algunos de los elementos químicos poseen la categoría de elementos químicos esenciales debido a la importancia de su existencia en los procesos básicos de la vida y su administración se regula en tablas con RDI (Dosis diaria recomendada). El contenido de algunos minerales afecta a la salud, tal y como es el ejemplo del consumo de sodio en los índices de la hipertensión arterial.
La cantidad de minerales en los alimentos se determinan mediante procedimientos de química analítica sobre las cenizas de las muestras incineradas, este proceso destruye los compuestos orgánicos y libera los minerales que existentes en las porciones. Estos métodos no incluyen el contenido de nitrógeno de las proteínas, ni otros elementos que se convierten en gases cuando se incineran los alimentos.

## Color de los alimentos

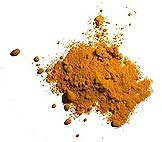
Cúrcuma en polvo- colorante natural: amarillo.

El color es una propiedad muy importante en los alimentos, tanto en aquellos que son procesados como los que se ofrecen crudos al consumidor. Junto con la textura y el sabor se puede decir que es uno de los parámetros importantes del posible atractivo hacia el consumidor que pueda tener un alimento. El color es un indicador de las reacciones químicas que están ocurriendo en muchos alimentos, como puede ser la caramelización de los azúcares en presencia de calor o el aspecto marrón de algunas carnes debido a la reacción de Maillard. Para algunos alimentos en estado líquido, tal y como los aceites o las bebidas, el color es un fenómeno físico de comestible de la luz. En la mayoría de los alimentos el color se capta mediante análisis sensorial (ojos) de los mismos en una cata. a veces se emplean espacios de colores uno de los más empleados en la química de los alimentos es el CIE (Commission International de 1'Eclairage - Comisión internacional de la Iluminación).
Existe una amplia gama de colores naturales en los alimentos, no obstante uno de los más raros es verde azulado. El color indica el estado de los alimentos y por lo tanto es un indicador de supervivencia (por ejemplo se rechaza inconscientemente elegir una carne verdosa en el supermercado o unas naranjas verdes). Se han realizado estudios en los que se ha demostrado que el color no solamente es importante sino que está en consonancia con la percepción del aroma y el sabor. Estos estudios han sido los responsables de justificar el uso de colorantes artificiales en algunos alimentos con el objeto de ser más atractivos al consumidor. En algunos casos, alimentos artificiales han tenido que ser coloreados para que sea posible una identificación clara: un ejemplo los sucedáneos de pescado y marisco elaborados con surimi.

### Colorantes alimentarios
A veces los colorantes alimentarios pueden ser un conjunto de colorantes naturales que pueden existir ya en los alimentos, si se añaden de forma artificial a los alimentos el objeto será el de cambiar su color o realzarlo para que sea más atractivo para su consumo y se consideran aditivos (son regulados bajo las mismas leyes que estos). Los colorantes se pueden clasificar en cuatro grupos como:
1. Compuestos tetrapirroles: entre ellos se encuentran las clorofilas (responsables del color verde de algunos vegetales), los hemos (encontrados en las carnes y en el pescado) y los bilins
2. Derivados isoprenoides: como pueden ser los carotenoides. Se encuentran en los crustáceos, el pescado, las verduras, etc.
3. Derivados benzopiranos: los antocianinas y los flavonoides que se encuentran en las raíces de algunas plantas y bayas
4. Artefactos: melanoidinas, caramelos.

## Sabor de los alimentos
El sabor es la sensación producida por un alimento cuando toca las papilas gustativas situadas en la lengua, percibida principalmente por los sentidos de sabor y olor en combinación con los sensores de temperatura. El estudio del sabor es importante en la química de los alimentos ya que es provocado por numerosos compuestos químicos y forma parte de uno de los atributos más importantes de un alimento. El primer requerimiento desde el punto de vista químico para la existencia de sabor es la presencia de un medio disolvente: agua, saliva, etc. En algunas ocasiones el sabor está relacionado con la composición química de los alimentos, por ejemplo, el sabor salado tiene relación con las sales de sodio y potasio, el sabor agrio con contenido de ácido, el sabor dulce con la presencia de glucosas. A veces cambios menores en las estructuras químicas de un compuesto químico puede cambiar el sabor de dulce a amargo o incluso insípido.

## Aditivos alimentarios
Los aditivos alimentarios son compuestos químicos añadidos a los alimentos que mejoran algunas de sus propiedades naturales, como pueden ser el sabor, el aspecto, la vida media de consumo, etc. El empleo de aditivos alimentarios es muy antiguo, va desde el uso de vinagre para elaborar los encurtidos, hasta de emulgentes para hacer más espesa la mayonesa. Los aditivos alimentarios se codifican con los números E en los productos de la Unión Europea y en Estados Unidos se emplea el GRAS (siglas de generally recognized as safe, en español «generalmente reconocido como seguro»).
Los responsables de las sensaciones primarias del sabor son los compuestos mayoritarios de los alimentos los cuales son proteínas, grasas y azúcares la sal contenida o agregada a los alimentos, las sustancias ácidas y algunas sustancias diversas que confieren el sabor amargo. Estos sabores primarios se encuentran matizados por factores físicos como la temperatura y textura de los alimentos, pero sobre todo por compuestos volátiles percibidos por el olfato, por vía retronasal.
En general, la actividad microbiana sobre alimentos curados y fermentados es una de las principales fuentes de estas sustancias que aparece a causa del metabolismo del microorganismo particular y del alimento sobre el que actúe. Ejemplos son los quesos madurados, vinos, jamón serrano, embutidos madurados, etc.
“El sorbato de potasio ha sido considerado como un aditivo alimentario seguro y no tóxico.”(Dr Luis Ferrer,2017)

## Consecuencias del uso de los químicos en los alimentos
“Los especialistas notaron que algunos compuestos químicos, como formaldehído, que dicen causa cáncer, se utilizaron para la elaboración de muchos materiales, como los plásticos de las botellas de gaseosas y vajillas.” (BBC, 2014)
“La  preocupación sobre el formaldehído en los empaques está significativamente sobrevalorada, a menos de que estemos dispuestos a colocar etiquetas de 'potencial riesgo de cáncer' en las frutas frescas y vegetales.” (BBC, 2014)
“Si se produce una sobredosis de bromato de potasio, la persona sufre de vómito, diarrea, depresión del sistema nervioso, daño renal irreversible, efectos mutagénicos, destrucción de la vitamina B1 y la niacina, inhibición de la disponibilidad del hierro y degradación del ácido fólico.” (Jugos curativos para diferentes dolencias, s/f)
“El dióxido de silicio también se asoció con el riesgo de desarrollar enfermedades autoinmunes.” (CNN Español, 2017)